# Joey Brunk
Joey Brunk, (nacido en Indianápolis, Indiana, 13 de noviembre de 1997) es un baloncestista estadounidense que pertenece a la plantilla del Twarde Pierniki Toruń de la PLK polaca. Con 2,11 metros de estatura, juega en la posición de pívot.

## Trayectoria deportiva
Es un pívot formado en el Southport High School de su ciudad natal hasta 2016, cuando ingresa en la Universidad Butler, situada en Indianápolis, en el estado de Indiana, donde juega durante tres temporadas la NCAA con los Butler Bulldogs. 
En 2019, cambia de universidad e ingresa en la Universidad de Indiana Bloomington, donde jugaría durante la temporada 2019-20 la NCAA con los Indiana Hoosiers.
Tras una temporada en blanco, en 2021 ingresa en la Universidad Estatal de Ohio, situada en la capital estatal Columbus, donde jugaría durante la temporada 2021-22 la NCAA con los Ohio State Buckeyes.
Tras no ser drafteado en 2022, el 16 de agosto de 2022, se confirma su primera experiencia profesional en Europa firmando por el Twarde Pierniki Toruń de la PLK polaca.